# Ngarchelong

Cờ Ngarchelong

Ngarchelong là một bang của quốc đảo Palau. Ngarchelong nằm ở phía bắc của đảo Babeldaob. Chỉ có bang Kayangel nằm xa hơn về phía bắc. Ngarchelong là một di tích lịch sử quan trọng. Bang có dân số là 500 người và là bang đông dân thứ năm cả nước, diện tích của bang là 10 km². Thủ phủ của bang là làng Mengellang nằm ở phía nam